# La Celle-Saint-Cyr
La Celle-Saint-Cyr là một xã của Pháp,tọa lạc ở tỉnh Yonne trong vùng Bourgogne của Pháp. Xã này có diện tích 18,57 km2, dân số 793 người.

## Hành chính
| Danh sách các thị trưởng               |           |                     |      |         |
| Giai đoạn                              | Giai đoạn | Tên                 | Đảng | Tư cách |
| 1990                                   | 2007      | Michel Massa        |      |         |
| 2008                                   |           | Anne-Marie Raimbert |      |         |
| Tất cả các dữ liệu trước đây không rõ. |           |                     |      |         |

## Thông tin nhân khẩu
| Năm | 1962 | 1968 | 1975 | 1982 | 1990 | 1999 |
| --- | ---- | ---- | ---- | ---- | ---- | ---- |
| Dân số | 558  | 586  | 592  | 623  | 682  | 793  |
| From the year 1962 on: No double counting—residents of multiple communes (e.g. students and military personnel) are counted only once. |      |      |      |      |      |      |